# Округ Тирана
Тирана (алб. Qarku i Tiranës) један је од 12 округа Албаније. Налази се у Централној Албанији, а главни град округа је Тирана.